# Bitton
Bitton – wieś i civil parish w Anglii, w Gloucestershire, w dystrykcie (unitary authority) South Gloucestershire. W 2011 roku civil parish liczyła 9171 mieszkańców. Bitton jest wspomniana w Domesday Book (1086) jako Betone.